# Kościół ewangelicki w Prudniku
Kościół Chrystusowy w Prudniku – kościół ewangelicki w Prudniku istniejący w latach 1904–1969, znajdujący się na południe od Starego Miasta, u zbiegu ul. Kościuszki i Gimnazjalnej.

## Historia

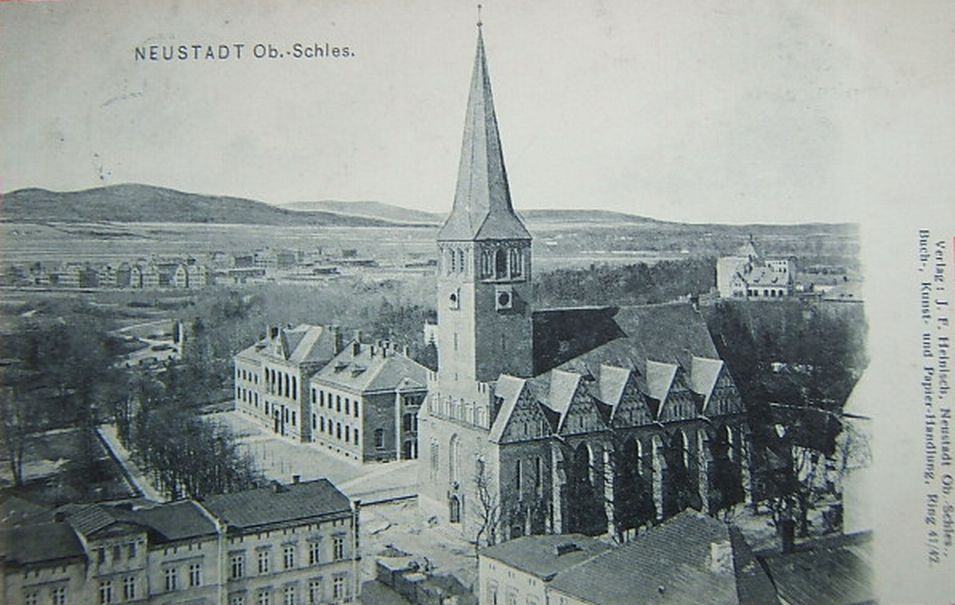
Kościół ok. 1905

W 1810 prudnicka gmina ewangelicka przejęła zamknięty w tym roku przez króla Fryderyka Wilhelma II klasztor kapucynów. Pod koniec XIX wieku dotychczasowy kościół pokapucyński okazał się za mały dla rosnącej społeczności ewangelickiej w Prudniku. Położenie kamienia węgielnego pod nowy kościół miało miejsce 3 lipca 1902. Koszty budowy wyniosły 243 700 marek. Poświęcenie kościoła odbyło się w 1904.
W czasie I wojny światowej, w 1917 dzwony kościoła zostały przetopione na zbrojenia wojenne. Do 1927 postarano się o nowy trójdzwon. Podczas II wojny światowej ponownie oddano dzwony na przetopienie. W 1944 miano również skonfiskować rzygacze, jednak odstąpiono od tego, ponieważ powiatowy konserwator sklasyfikował je jako zabytki artystyczno-historyczne.
Podczas działań wojennych w okresie walk w rejonie Prudnika w marcu 1945 uszkodzona została wieża kościoła. Wspólnota ewangelicka w Prudniku istniała jeszcze w pierwszych latach po II wojnie światowej, zdziesiątkowana i ograniczona. Tworzyli ją pozostali w mieście Niemcy, a także polscy ewangelicy przesiedleni ze wschodniej Polski. Nabożeństwa oraz msze modlitewne odprawiano tylko w języku polskim, ponieważ publiczne mówienie po niemiecku było zabronione. Prudnicka społeczność ewangelików stopniowo zanikała. Ostatniej konfirmacji w Prudniku udzielono 7 sierpnia 1949. W wyniku zaniedbań uszkodzeń wojennych, z czasem powstawały kolejne uszkodzenia wieży i dachu. Z dachu zaczęły odpadać arkusze miedzianej blachy, a okna zostały powybijane. Opiekujący się kościołem pastor zrzekł się jego użytkowania i przekazał go Skarbowi Państwa. Urząd do Spraw Wyznań polecił rozebrać kościół, odrzucając jednocześnie prośbę parafii rzymskokatolickiej w Prudniku o jego użytkowanie. Zgodę na rozbiórkę kościoła podpisał Zbigniew B., ówczesny architekt powiatowy. Popadający w ruinę kościół Chrystusowy został rozebrany w latach 1968–1969. Rozbiórce próbował zapobiec proboszcz Niemysłowic i część mieszkańców Prudnika. W latach 80. XX wieku na jego miejscu zbudowano halę sportową.

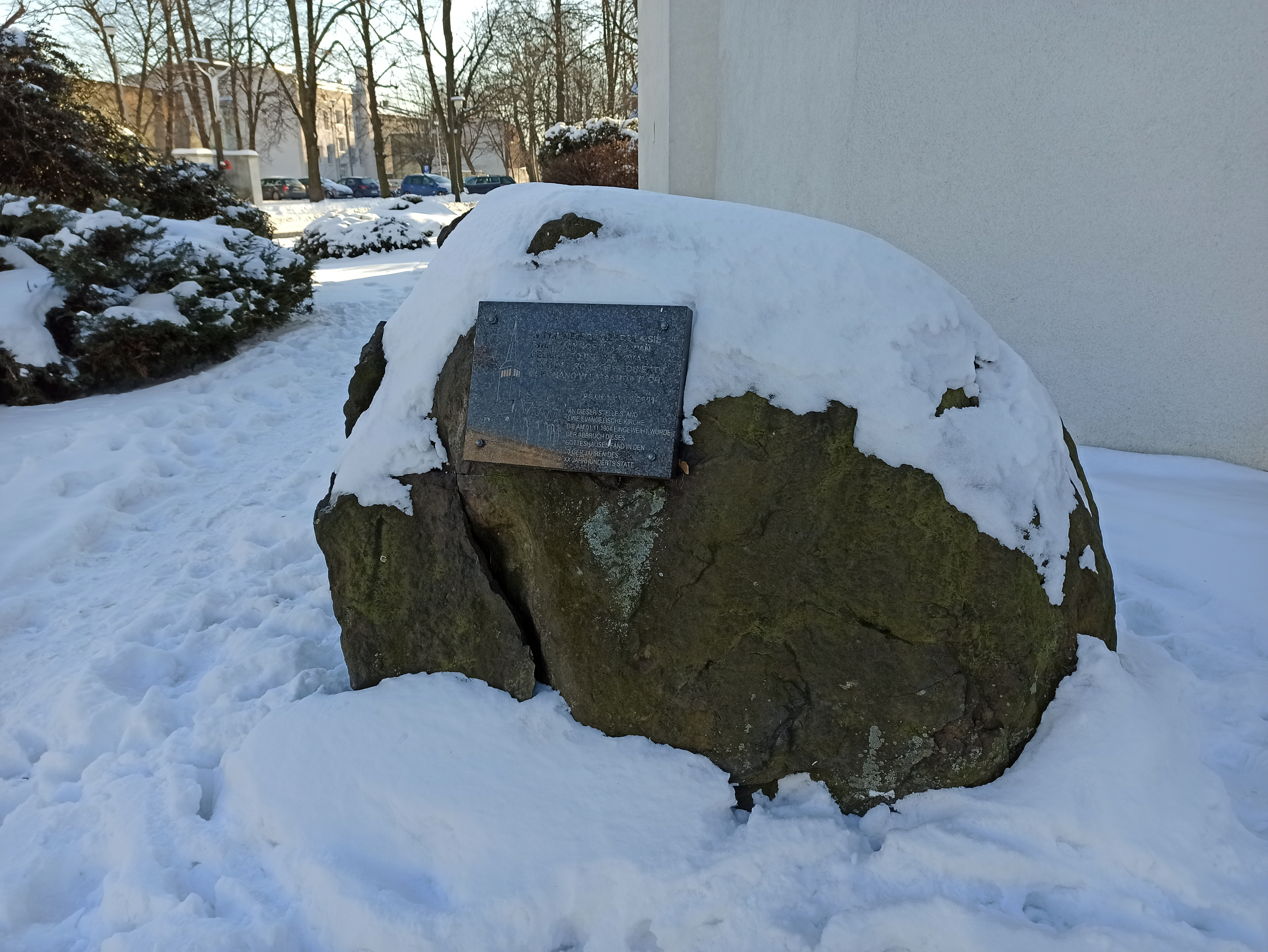
Głaz upamiętniający kościół

Po rozbiórce, wyposażenie kościoła zostało przeniesione do okolicznych miejscowości. Drzwi wejściowe są przechowywane w parafii Podwyższenia Świętego Krzyża w Moszczance, drzwi boczne zostały zamontowane jako drzwi wejściowe do kościoła św. Jerzego w Mieszkowicach. Ławki z nawy głównej przeniesiono do kościoła św. Michała Archanioła w Chróścinie. Przypuszczalnie, ławki z prudnickiego kościoła ewangelickiego znalazły się również w kościele św. Jadwigi Śląskiej w Nowym Lesie. W pokoju wdowim w parafii ewangelickiej w Opolu znajdują się trzy świeczniki z przedsionka kościoła. Meble, fragmenty organów, a także kamienny krzyż pozostały w Prudniku, zabrane przez osoby prywatne. Cegieł z kościoła używano do budowy domów w mieście. Klucz kościelny przechowywany jest w prudnickim muzeum w Northeim w Niemczech.
W 2001 burmistrz Prudnika Zenon Kowalczyk zarządził postawienie, w pobliżu dawnej pasterówki, kamienia z pamiątkową tablicą, na której widnieje wizerunek kościoła ewangelickiego oraz dwujęzyczny (polsko-niemiecki) napis: „W tym miejscu wznosiła się świątynia kościoła ewangelickiego. Poświęcona 1 XI 1904 r. Rozbiórkę obiektu dokonano w latach 70-tych.” W 2022, w ramach projektu Muzeum Ziemi Prudnickiej i miasta Zlaté Hory, prudnicki kościół ewangelicki został odtworzony w postaci makiety przez Piotra Makałę. Odsłonięcia makiety dokonał proboszcz opolskiej parafii luterańskiej Wojciech Pracki 6 listopada 2022.

## Architektura i wnętrza
Kościół został wzniesiony z czerwonej cegły palonej w stylu neogotyckim. Wewnętrzne malowidła wykonał według gotyckich wzorów Oetkan. Ołtarz, kazalnicę, chrzcielnicę wyrzeźbił Ondrusch. Na okna składały się oryginalne malowidła na szkle autorstwa Hildebranda, a dzwony były dziełem Ullricha.
Kościół liczył łącznie 1200 miejsc siedzących. Chrzcielnica była wykonana z białego marmury, rzeźba kazalnicy odpowiadała ornamentyce kościoła. Rzeźby ołtarza przedstawiały Ogród Oliwny, Zmartwychwstanie oraz Wieczerzę Pańską. Organy wykonała firma Schlag & Söhne ze Świdnicy. Kościół posiadał 66-metrową wieżę z dużą halą wejściową.

## Nawiązania i odniesienia w kulturze
„Spalony kościół ewangelicki” został wspomniany w powieści Lato umarłych snów autorstwa niemieckiego pisarza Harry’ego Thürka, przedstawiającej sytuację Niemców w Prudniku tuż po II wojnie światowej.